# Социалистический союз патриотической молодёжи
Социалистический союз патриотической молодёжи (кор. 사회주의애국청년동맹?, 社會主義愛國靑年同盟?), ранее Кимирсенско-кимченирский союз молодёжи (кор. 김일성-김정일주의청년동맹?, 金日成-金正日主義靑年同盟?, в других переводах Союз молодежи кимирсенизма и кимчениризма и Молодежный союз кимирсенизма-кимчениризма) — главная молодёжная организация в КНДР.

## История
Союз молодёжи сформирован лидером корейского национально-освободительного движения, президентом КНДР Ким Ир Сеном в 1920-х — 1940-х годах.

Изначально Союз молодёжи формировался из молодых активистов «Союза свержения империализма» (ССИ), основанного 17 октября 1926 года. В мемуарах «В водовороте века» Ким Ир Сен писал: 
«27 августа 1927 года мы преобразовали ССИ в „Антиимпериалистический союз молодежи“, а на следующий день без промедления создали из актива ССИ „Коммунистический союз молодежи Кореи“».
После освобождения Кореи 17 января 1946 года молодёжная организация получила наименование «Союз демократической молодёжи КНДР».
В послевоенный период организация неоднократно переименовывалась: в 1964 году, на IV съезде СДМ КНДР, организация была переименована в «Союз социалистической трудовой молодёжи Кореи» (ССТМК). В 1996 году ССТМ был переименован в «Кимирсенский социалистический союз молодёжи»  (КССМ, в других переводах — Социалистический союз молодёжи имени Ким Ир Сена, Лига Социалистической молодежи КНДР имени Ким Ир Сена). Название «Кимирсенско-Кимченирский союз молодёжи» утверждено IX съездом организации, прошедшем в Пхеньяне 27-28 августа 2016 года. На X съезде 29 апреля 2021 г. Кимирсенско-Кимченирский союз молодёжи был переименован в Социалистический союз патриотической молодёжи (ССПМ).
В речах лидеров страны и публикациях северокорейских СМИ Союз молодёжи также именуется как «Молодёжный авангард» (так с 1996 года называется газета союза молодёжи).
В выступлении на VII съезде ТПК в 2016 году Ким Чен Ын отметил, что Союз молодёжи объединяет 5 миллионов молодых людей КНДР. В январе 2022 г., по данным международного отдела ЦК ККСМ, в организацию входят 8 миллионов корейских молодых людей и школьников.
В 1991 году Ким Чен Ир утвердил 28 августа — день основания Коммунистического союза молодежи Кореи (в 1927 г.) — Днём молодёжи КНДР. В то же время днём рождения Союза молодёжи считается 17 января, история ныне действующего Союза ведётся с 1946 года, юбилеи организации широко празднуются в торжественной обстановке.

## Деятельность союза молодёжи
Союз молодёжи является молодёжной организацией правящей в стране Трудовой партии Кореи, причём это единственная массовая организация, которая упомянута в уставе ТПК и находится под непосредственным управлением ЦК партии. Союз молодёжи фактически готовит кадровый резерв для партии и государства, бывшие лидеры Союза занимают ответственные должности. Бывший первый секретарь ЦК Союза молодёжи Чхве Рён Хэ в 2019 году занял наивысший в стране государственный пост Председателя Президиума Верховного Народного Собрания КНДР.
Союз молодёжи координирует национальную молодёжную политику вместе с правительством КНДР, министерствами, занимающимися вопросами молодёжи, например, министерством образования КНДР. Союз играет главную роль в планировании, выполнении и развитии национальной молодёжной политики и организует всю молодёжь страны для активного участия в производстве, строительстве и военной службе. Ячейки Союза существуют в армии, на заводах и фабриках, кооперативных фирмах, школах, культурных учреждениях и правительственных организациях.
Союз молодёжи входит во Всемирную федерацию демократической молодёжи (ВФДМ), развивает международные связи посредством международного отдела ЦК. По его приглашению дети из разных стран, включая Россию, отдыхают в лагере «Сондовон» Союза детей Кореи.
В организации насчитывается 5 млн. членов.
До самороспуска ЕДОФ 23 марта 2024 г. Союз был его членом.

## Съезды и конференции Союза молодёжи
II съезд Союза молодёжи, прошедший в сентябре 1946 г. переименовал газету «Молодёжь» в «Демократическую молодёжь».
На III съезде Союза молодёжи (13 ноября 1948 г.) выступил Ким Ир Сен. Он отметил, что молодежь — это будущие хозяева страны, что будущее любого народа во многом зависит от того, как его молодежь воспитана, обучена и подготовлена. Это указание выдвигало на стратегический уровень воспитание молодежи.
IV съезд Союза молодёжи состоялся в 1956 году. 
V съезд Союза молодёжи состоялся 15 мая 1964 года. 
VI съезд Союза молодёжи состоялся 24 июня 1971 года. 
VII съезд Союза молодёжи состоялся 24 октября 1981 года. 
VIII съезд Союза молодёжи состоялся 22 февраля 1993 года. 
IX съезд Союза молодёжи прошёл в 27-28 августа 2016 г. после 23-летнего перерыва. В работе съезда принял участие Председатель ТПК, Председатель Госсовета КНДР, Верховный Главнокомандующий КНА Ким Чен Ын, выступивший с программной речью. В информационном сообщении о съезде отмечается, что после переименования организации съезд пересмотрел Устав Союза, ныне должность первого секретаря Союза молодёжи занимает Чон Ён Нам. Съезд завершился на Стадионе 1 Мая массовым мероприятием, по масштабу сравнимый с фестивалем «Ариран». 

Последний X съезд состоялся в апреле 2021 г., на нём организация была вновь переименована. Ким Чен Ын отметил:
На этом съезде принято важнейшее постановление о переименовании Кимирсенско-кимченирского Союза Молодежи в Социалистический Союз Патриотической Молодежи.
В новом наименовании «ССПМ» прямолинейно и ясно отражены характер и задачи молодежного движения на данном этапе нашей революции, сконцентрированно выражены идеал и качества молодежи в нашу эпоху, ясно выявлены характерные черты молодежной организации.
В этом находят свое выражение большие ожидания партии и народа, которые желают, чтобы вся наша молодежь берегла социализм, как свою собственную жизнь, и стала патриотически настроенной, готовой из поколения в поколение решительно бороться за его победу, и Союз молодежи всемерно проявлял могучую силу ударного отряда в строительстве социализма.
Переименование Союза молодежи отнюдь не значит, что изменяются основные атрибуты нашей молодежной организации, которая видит в преобразовании всего Союза на основе кимирсенизма-кимчениризма генеральную цель своей деятельности, генеральную боевую задачу.
Социализм и патриотизм символизирует бессмертные революционные идеи и заслуги товарища Ким Ир Сена и товарища Ким Чен Ира. 

Горячо любить социалистическую Родину чучхейской ориентации, где остаются следы их бесценной жизни, и бороться за завершение дела социализма, – вот что означает верность кимирсенизму-кимчениризму.
В перерывах между съездами проходят конференции Союза, последняя из которых состоялась 12 июля 2012 года, через десять лет после предыдущей, имевшей место 21-22 марта 2002 года.

## Издательства
ССПМ выпускает собственные печатные издания: «Молодёжный Авангард»(кор. 청년전위) и «Чхоллима»(кор. 천리마).
Журнал «Чхоллима» издаётся с 1959 года.
Журнал «Молодёжный Авангард» в разные годы именовался по-разному:
- основан в 1946 г. как «Молодёжь»(кор. 청년)
- с 1946 по 1969 годы — «Демократическая молодёжь»(кор. 민지청년)
- с 1964 по 1996 годы — «Рабочая молодёжь»(кор. 로동청년)